# Antoinette van Hoytema
Antoinette Agathe van Hoytema (Delft, 6 december 1875 – 's-Gravenhage, 30 september 1967) was een Nederlandse kunstschilder, lithograaf en graficus.

## Biografie
Van Hoytema was een lid van de patriciaatsfamilie Van Hoytema en een dochter van kapitein der artillerie Willem Jacob van Hoytema (1847-1886) en jonkvrouw Agatha Antoinetta von Weiler (1850-1913), lid van de familie Von Weiler en naar welke laatste zij vernoemd werd. 
Zij was als beeldend kunstenaar autodidact, maar volgde wel lessen bij H.P. Bremmer. Ze wordt gerekend tot de kunstenaarsgroep Bremmerianen. Ze werd bekend als lithografe en schilderes. Ze schilderde vooral stillevens, en ook portretten, waaronder een zelfportret. In 1939 was haar werk te zien op de tentoonstelling en veiling Onze kunst van heden in het Rijksmuseum in Amsterdam.